# سیارک ۷۹۰۸۶
سیارک ۷۹۰۸۶ (به انگلیسی: 79086 Gorgasali، نامگذاری:1977RD) هفتاد و نه هزار و هشتاد و ششمین سیارک کشف شده‌است که در ۴ سپتامبر ۱۹۷۷ کشف شد.